# آب‌انبار شماره دو کریت
آب‌انبار شماره دو کریت مربوط به دورهٔ قاجار است و در شهرستان طبس، روستای کریت واقع شده و این اثر در تاریخ ۲۴ اسفند ۱۳۸۴ با شمارهٔ ثبت ۱۵۱۲۶ به‌عنوان یکی از آثار ملی ایران به ثبت رسیده است.